# Carmen Bernardos
María del Carmen Bernardos Zamora (Madrid, 16 de agosto de 1927-Madrid, 3 de julio de 2021) fue una actriz española.

## Biografía

### Teatro
Actriz que desarrolló su carrera fundamentalmente en el teatro, se forma con Niní Montiam y se inicia sobre las tablas con 16 años en el Teatro Lara de Madrid con la obra La señora González (1945), a la que seguirían Mis maridos (1946) y La dama negra (1947), junto a José Bódalo. Durante la década de los años 1950, se consolida como actriz de reparto en los escenarios madrileños, con títulos como Dobles parejas (1954), con Tina Gascó, Usted tiene ojos de mujer fatal (1954), de Enrique Jardiel Poncela, Pastor y borrego (1955), Me ha caído una mancha (1955) de José de Lucio con Paco Martínez Soria,  Pepa Doncel (1956), de Jacinto Benavente, con Lola Membrives y Rafael Rivelles, Ventolera (1956) de los hermanos Álvarez Quintero con Lola Membrives,  Frenesí (1956) de  Charles Peyret-Chappins con Lola Membrives, ¿Dónde vas, Alfonso XII? (1957), de Juan Ignacio Luca de Tena, Su primer beso (1958) de Jacques Deval, con Carmen Carbonell y Antonio Vico, ¿Quién es Silvia? (1959) de Terence Rattigan, en el Teatro María Guerrero, Los extremeños se tocan (1959), de Pedro Muñoz Seca, con Julia Caba Alba,  ¿Dónde vas, triste de ti?, de Juan Ignacio Luca de Tena, con José María Rodero o Panorama desde el puente (1959) de Arthur Miller.
En las décadas de 1960 y 1970, compagina teatro, con televisión y cine. Sobre las tablas, ya consagrada como primera actriz y llegando a formar compañía propia, actúa de protagonista con Ramón Corroto en La viuda valenciana (1960), de Lope de Vega, con Juanjo Menéndez en El sistema Ribadier (1960) y El sueño de una noche de verano (1964), de William Shakespeare; con José María Seoane en El anzuelo de Fenisa (1961), con Carlos Mendy en Vamos a contar mentiras (1962), con Alicia Hermida en El lindo Don Diego (1963), con Armando Calvo en El perro del hortelano de Lope de Vega,  con Carlos Lemos en El mejor mozo de España (1962), de Alfonso Paso, La tempestad (1963), de Shakespeare, No hay burlas con el amor (1963), de Calderón de la Barca, y Don Juan Tenorio (1963), con Pedro Osinaga en Desde Isabel con amor (1967), de Alfonso Paso, con Jesús Puente en El precio (1970), de Arthur Miller, de nuevo con José Bódalo en Las tres hermanas (1973), de Chejov, o con Juan Luis Galiardo en La malquerida (1974).
En 1980 interpreta a Lorca en Doña Rosita la soltera, junto a Núria Espert y dos años después, comparte escenario con Queta Claver y Verónica Forqué en Agnus Dei, dirigidas por Gustavo Pérez Puig. Destacan también La herida del tiempo (1983), con María José Goyanes, Enrique IV (1986), con José María Rodero y dirigida por José Tamayo, La malcasada (1991), Perdidos en Yonkers (1992), Llama un inspector, con Fernando Guillén y ¿Le gusta Schubert? (1998), con Emma Penella y María Massip.
Más recientemente pueden mencionarse su papel de Mrs. Higgins en el musical My Fair Lady (2001), con Paloma San Basilio y José Sacristán y su participación en Las amistades peligrosas (2001), de Christopher Hampton y en Las brujas de Salem (2007), de Arthur Miller, en el Teatro Español, con María Adánez.

### Cine
Su carrera cinematográfica ha sido mucho más discreta, y se reduce a una quincena de títulos, no siempre de gran relieve, pudiendo mencionarse Cartas al cielo, de Arturo Ruiz Castillo (su debut ante las cámaras en 1959), Ventolera (1961), Adiós, Mimí Pompón (1961), Crónica de 9 meses (1967) o Yo soy esa (1990), con Isabel Pantoja.

### Televisión
Se inicia en el medio en la década de 1960, con diversas colaboraciones en piezas de teatro televisado en espacios como Primera fila o Estudio 1. Tras una ausencia de varios años, regresó a la pequeña pantalla para participar en el reparto de la serie de Telecinco Al salir de clase (1998-2001).

#### Trayectoria en TV
- El secreto (2001)
- Al salir de clase (1998-2001)
- Nunca se sabe (1986)
- Veraneantes (1985)
- Novela
  - El escándalo (25 de octubre de 1971)
  - El refugio (6 de noviembre de 1972)
  - Grandes esperanzas (3 de julio de 1978)
- Sospecha 
  - Las gotas (27 de julio de 1971)
- Hora once 
  - Una noche de Cleopatra (17 de junio de 1971)
- Teatro de siempre
  - Arlequinada (2 de febrero de 1968)
- Estudio 1
  - La doble historia del doctor Valmy (agosto de 2006)
  - El cielo dentro de casa (13 de julio de 1966)
  - Mesas separadas (28 de noviembre de 1967)
  - La noche del sábado (15 de enero de 1970)
  - El sí de las niñas (10 de marzo de 1970)
  - Esta noche es la víspera (23 de abril de 1970)
  - Vamos a contar mentiras (29 de diciembre de 1972)
  - La malcasada (25 de mayo de 1973)
  - Teresa de Jesús (19 de octubre de 1973)
  - Al César lo que es del César (26 de octubre de 1973)
  - Historia de un adulterio (29 de marzo de 1974)
- Tú tranquilo 
  - Agencia matrimonial (12 de junio de 1965)
- Escuela de maridos
  - Vacaciones matrimoniales (31 de octubre de 1964)
- Teatro de familia
  - La aldea vacía (16 de junio de 1964)
  - Encrucijada (30 de junio de 1964)
  - El secreto de los astros (11 de febrero de 1965)
- Primera fila
  - El viajero sin equipaje (12 de febrero de 1964)
  - La loba (20 de mayo de 1964)
  - Siegfried (1 de julio de 1964)
  - La vida en un bloc (17 de marzo de 1965)